# Иттан-момэн
Иттан-момэн (яп. 一反木綿, штука хлопковой ткани) — призрак, близкий цукумогами в японском фольклоре. Представляет собой вращающуюся белую полосу хлопковой ткани, по описаниям около 30 см шириной и до 10—30 м длиной. Летает ночами, иногда душит людей, обвёртываясь вокруг головы или шеи, после чего улетает ввысь вместе с жертвой. Рассказы о тканеподобном призраке существуют во многих местах Японии, например, современные былички зафиксированы в префектурах острова Кюсю — Кагосиме и Фукуоке, а также к востоку от Токио и в префектуре Хёго на острове Хонсю.

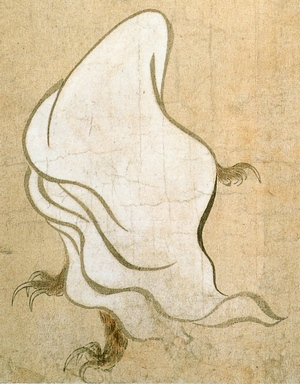
Иттан-момэн (рисунок Тосы Мицуноби, XVI век)

Существует рассказ о том, как иттан-момэн напал на одного мужчину, который спешил домой в вечернее время. Призрак обвился вокруг шеи, но человек, не растерявшись, полоснул по ткани мечом-вакидзаси. После этого ткань исчезла, оставив на руках кровавые следы.

## Идентификация
Предполагается, появление рассказов об иттан-момэне связано с тем, что родители, до поздних сумерек трудившиеся в поле и не могущие постоянно следить за детьми, стращали своих чад ночными призраками, чтобы те вовремя заканчивали уличные игры и возвращались домой до наступления темноты. Кроме того, существовал похоронный обычай делать флаг-ленту из хлопка, который иногда развевался на ветру, что могло приводить к появлению историй о подобном ему призраке.

## Культурное влияние
Бронзовая статуя иттан-момэна установлена в японском городе Сакаиминато. В этом городе, по результатам опроса, иттан-момэн является самым популярным призраком.